# 中国乡镇企业博物馆
31°36′49″N 120°21′43″E / 31.61373°N 120.36186°E
中国乡镇企业博物馆，位于中华人民共和国江苏省无锡市锡山区，是一家专门收藏乡镇企业发展各时期文史资料和实物的博物馆。

## 特点
1956年2月12日，春雷高级生产合作社举行成立大会，是无锡县第一个高级合作社，并开始组成春雷修造船厂，是当时中国第一个民营修船厂。1958年实施人民公社化，春雷造船厂归入东亭人民公社。2010年，当地政府在旧址上扩建完成中国乡镇企业博物馆。中国乡镇企业博物馆占地4.5万平方米，主体结构由室内展示场馆、春雷造船厂旧址两部分组成。展示馆分为序厅、成就馆、历程馆、区域馆和无锡馆等五个部分。春雷造船厂旧址现存船坞五座，呈东西走向，长约70米。2011年12月30日，江苏省人民政府认定春雷造船厂船坞为江苏省文物保护单位。